# Dolapdere Big Gang
Dolapdere Big Gang est un groupe turc de pop. Formé en 2004 par le DJ et producteur Önder Ulugür, le groupe tire son nom du quartier de Dolapdere d'Istanbul et d'un jeu de mots entre big band, et gang, et peut être aussi Big Bang (formation de l'Univers). Leurs chansons sont des reprises de chansons pop, avec des arrangements influencés par la musique turque.

## Histoire
Le groupe est d'abord formé en tant que projet instrumental. Les six membres du groupe, İsmet Uraş, Samet Uraş, Ceyhun Darıcı, Semih Bekem, Volkan Kırıkkulak et Şükrü Tırkış, ont joué derrière des chanteurs célèbres tels que Seda Sayan, İbrahim Tatlıses, Bülent Ersoy et Kibariye. L'idée d'interpréter des chansons de rock avec une touche romani revient à l'ancien manager du groupe, Önder Ulugür. Ulugür et Bekem, membre du groupe, jouaient dans le même orchestre à l'armée et c'est là qu'ont été jetées les bases de cette idée. Bekem a ensuite fait part de cette proposition à ses amis d'enfance.
Emir Yeşil (chant), Gökay Süngü (directeur musical, claviers), İrfan Keçebaşoğlu (guitare basse), Mustafa Olgan (kanun), Yusuf Çalkan (violon, oud), Hasan Gözetlik (clarinette, trompette, trompette), Memduh Akatay (percussions) et Hüseyin Ceylan (percussions). Plus tard, Su Sonia Herring rejoint le groupe. Leur premier album connait un grand succès, étant numéro un des charts pendant huit semaines. Le groupe sort quatre albums au total et donne plus de trois cent cinquante concerts en Turquie et dans le monde entier. Le groupe participe à l'organisation de grandes marques telles que Coca-Cola, Microsoft, Belvedere Vodka, Hürriyet, Petrol Ofisi Air, Efes, International Press Institute, et Fenerbahçe. Ils ont également donné de nombreux concerts en Italie, en Allemagne, en Russie, en France, à Chypre, en Azerbaïdjan, au Maroc, en Afrique du Sud, en Australie et au Japon.

### Local Strangers
Dolapdere Big Gang, composé de neuf musiciens de Dolapdere, fait son entrée dans les musiques du monde avec son premier album Local Strangers, publié en 2006 par Yakartop Music. Interprétant des chansons de pop et rock mondialement connues avec des instruments turcs dans une interprétation alaturka, le groupe se fait entendre par de larges foules, tant au niveau national qu'à l'étranger, grâce à son premier album. Dolapdere Big Gang décrit sa différence par rapport aux autres groupes comme suit : 

« La Turquie est un pays qui abrite de nombreuses cultures et qui est influencé par elles. Nous voyons les traces de cette interaction dans la musique. Mais jusqu'à aujourd'hui, notre musique a toujours essayé de s'adapter au marché musical étranger, à sa perspective et à ses rythmes. Nous faisons le contraire. Parce que nous pensons que la façon de donner une voix à l'étranger n'est pas de leur ressembler, mais de rester nous-mêmes sans compromettre nos propres valeurs. Nous avons interprété leurs chansons comme « nous », nous avons admiré ce qu'ils font pendant des années, maintenant c'est leur tour. De Sting à Madonna, de Deep Purple à Michael Jackson, il est temps pour eux de nous admirer,. »

### Just Feel
Dolapdere Big Gang, qui donne plus de 25 concerts en un an avec son premier album Local Strangers, sort son deuxième album Just Feel le 17 décembre 2007, un an après la sortie de son premier album. Cette fois, Dolapdere Big Gang interprète des chansons classiques avec des musiciens complètement différents, adaptant ainsi des styles de chansons nouveaux et différents au « son Dolapdere ».
En plus de la version CD basique, l'album Just Feel est publié dans une Special Edition Box. Produite en édition limitée pour les collectionneurs et les fans du groupe, la Special Edition Box comprenait le nouvel album Just Feel ainsi que le premier album du groupe, Local Strangers. En outre, une horloge murale, un calendrier 2008, un marque-page et un aimant spécialement conçus pour Dolapdere Big Gang sont également inclus dans le coffret pour surprendre les fans du groupe à l'occasion de la nouvelle année,.

### Art-İst
Le groupe publie son troisième album Art-İst en 2010, composé de 13 chansons. Outre des maîtres musiciens tels que Hüsnü Şenlendirici et Ercan Irmak, le groupe britannique Candyrock, la chanteuse israélienne Sharone Eliya et l'icône des années 1980 Boy George, qui déclare All I know about Turkey is Dolapdere Big Gang, contribuent à l'album,,.
Dans une interview, le groupe explique la participation de célébrités telles que Boy George en tant que chanteur sur cet album comme suit : « Boy George nous a contactés par l'intermédiaire de notre ami Max Mehmet, qui vit à Londres, et nous a dit qu'il voulait faire une chanson avec nous. Nous avons arrangé sa chanson Karma Chameleon, qui fait fureur dans les années 1980, et l'avons envoyée à son directeur musical John Themis. Il interprète ensuite la chanson à Londres et nous l'a renvoyée. De même, nous avons interprété Are You Gonna Go Away, We'll Rock You and I Love Rock'n Roll et Naughty Girl avec Candy Rock Band. Ils apportent beaucoup à Art-İst grâce à leurs superbes parties vocales et à leur énergie débordante ». 

## Membres
- Emir Yeşil - chant
- Gökay Süngü - claviers
- Mustafa Olgan - qanûn[14]
- İsmail Peşluk - percussions
- Aykut Sütoğlu - clarinette
- Yusuf Çalkan - violon
- Memduh Akatay - percussions
- İrfan Keçebaşoğlu - basse
- Hüseyin Ceylan - percussions